# Goldbach (Aschaff)
Der Goldbach ist ein Bach im bayerischen Spessart, der am Ostrand des Stadtgebietes von Aschaffenburg von rechts in die Aschaff mündet. Sein künstlich geschaffener Unterlauf in der Flussaue heißt Flutgraben.

## Name
Der Name „Goldbach“ geht auf die gelbliche Lößerde und auf eine eisenhaltige Mineralquelle an einem seiner Zuflüsse zurück, die die Sedimente des Bachbettes goldgelb färben. Er gab dem Ort Goldbach seinen Namen.

## Geographie

### Verlauf
Der Goldbach entspringt südwestlich von Unterafferbach am Grauenstein (308 m ü. NHN). Er fließt in südöstliche Richtung zuerst von Steilböschungen noch im Wald begleitet durch die Kirschdelle, dann vorbei am Waldschwimmbad neben dessen der Talmulde folgenden Hauptstraße zur Mitte des Ortes Goldbach. Innerhalb der Ortschaft ist er komplett verrohrt. Nach dem Ende der Verrohrung mündete der Goldbach früher nach etwa 200 m quer über deren rechte Aue in die Aschaff.
Heute knickt er dagegen hier kurz vor der B 26 nach Westen ab und verläuft auf dem neuen Parallellauf zur Aschaff im Bett des ehemaligen Flutgrabens. Dieser etwa 1,4 km lange Unterlauf wurde 1923 als rechter Teilarm der Aschaff gegraben, um ihr Hochwasser abzuleiten; eine Verbindung von dieser her besteht aber heute nicht mehr. Der Flutgraben läuft anfangs neben neueren gewerblichen Großbauten und nimmt weiter abwärts am westlichen Bebauungsrand des Ortes Goldbach, eben schon auf Aschaffenburger Stadtgebiet von rechts den Klingenbach auf. Danach unterquert er heute wenige Schritte vor der Unterführung der Dammer Straße unter der A 3 diese selbst und mündet gleich jenseits davon rechts in die Aschaff.

### Einzugsgebiet
Der Goldbach entwässert ein Gebiet am rechten Hang des Aschafftales von etwa 3,9 km². Es erstreckt sich vom Gipfel des 308 m ü. NHN hohen Grauenstein ganz im Nordnordwesten, zugleich höchster Punkt des Einzugsgebietes, etwa 2½ km nach Südsüdwesten bis ans linke Ufer des aschaffparallelen Unterlaufs Flutgraben; quer dazu erreicht die Ausdehnung an der breitesten Stelle etwas mehr als 2 km. Der tiefste Punkt an der Mündung liegt auf etwas unter 129 m ü. NHN.
Im Norden und Osten grenzt das Einzugsgebiet des Aschaff-Zuflusses Hösbachs an, wobei größtenteils dessen rechter Zufluss Afferbach konkurriert, im Westen das des Glattbachs, der unterhalb die Aschaff erreicht.

### Zuflüsse
- Klingenbach (rechts, zeitweilig trocken)

### Flusssystem Aschaff
- Liste der Fließgewässer im Flusssystem Aschaff